# Christophe de Jaeger
Pour les articles homonymes, voir De Jager ou De Jaeger et Jager.
 (décembre 2010).
Christophe de Jaeger, né le 10 août 1959 à Paris, est un médecin gériatre et chercheur français spécialisé dans le vieillissement du corps humain.
Au sein de son Institut pour la longévité basé à Paris, ses études scientifiques sont axées sur le vieillissement.

## Biographie
Il est diplômé le 02 décembre 1986 de la faculté de médecine. Il s’oriente vers le domaine de la gériatrie pendant ses études.
Après avoir travaillé en médecine interne et en médecine préventive, il quitte l’Assistance publique de Paris et part diriger pendant près de 15 ans un service de gériatrie active dans le Val-d'Oise. Parallèlement, il continue ses études à la Faculté des sciences où il obtiendra un diplôme d'études approfondies en biologie du Vieillissement. De nombreux voyages vont l’amener à rencontrer des physiologistes, en particulier aux États-Unis (professeur Roy Walford – université de Californie à Los Angeles) et au Canada, mais également au Royaume-Uni, en Allemagne, en Italie, en Espagne et en Russie. Il crée en 2000 l’Institut européen du vieillissement[réf. souhaitée], spécialisé dans le concept de l’âge physiologique, vrai reflet du vieillissement humain et outil de mesure incontournable afin d’évaluer les différentes méthodes d’action contre le vieillissement humain[réf. nécessaire].
Christophe de Jaeger va créer la Société française de médecine et physiologie de la longévité (SFMPL), jeune société savante réunissant médecins, biologistes, chercheurs, etc., désireux de mieux connaître le processus du vieillissement et ses conséquences en médecine. Il devient le rédacteur en chef de la revue Médecine et Longévité chez Elsevier Masson[Quand ?]. Christophe de Jaeger est membre du Collège français des enseignants universitaires en physiologie et santé[réf. souhaitée] ainsi que vice président du Conseil national des professionnels en gériatrie[réf. souhaitée].

### Parcours scientifique et enseignement
Christophe de Jaeger est docteur en médecine (1986) et titulaire d’un diplôme d'études approfondies en biologie du vieillissement à l'université Paris-Diderot (1992). Il se spécialise immédiatement en gériatrie et crée la consultation de gériatrie à l'hôpital Broussais à Paris[réf. souhaitée].
Un des meilleurs spécialistes de l’âge physiologique en Europe, il défend sans relâche ces paramètres qui permettent d'obtenir une mesure objective du vieillissement humain[réf. nécessaire]. Il fut également rédacteur en chef de la revue Médecine et Longévité, où il signe de nombreux articles scientifiques et médicaux. Il crée le Centre d’évaluation gérontologique en 1998, autour d’un plateau technique sophistiqué, afin de dépister et de traiter les pathologies du cerveau et en particulier de la mémoire[réf. souhaitée].

## Publications

### Ouvrage de vulgarisation
- La Gérontologie, 3e édition mise à jour, octobre 2008 (1re édition octobre 1992); coll. « Que sais-je ? » no 2696, Presses universitaires de France  (ISBN 2-13-044957-3)
- Les Techniques de lutte contre le vieillissement, 4e éditions mise à jour, avril 2009 (1re édition, 1999), coll. « Que sais-je ? » no 3463, Presses universitaires de France  (ISBN 978-2-13-057394-4)
- La DHEA : mythe et réalités, éditions Albin Michel, septembre 2001, réédition en novembre 2003  (ISBN 2-226-12674-0)
- Vieillir, coll. « Idées reçues », éditions le Cavalier Bleu, mars 2002  (ISBN 2-84670-016-8)
- Les Secrets d'une bonne mémoire : la prégnénolone, Pour agir contre la maladie d’Alzheimer, éditions Albin Michel, avril 2005  (ISBN 2-226-15859-6)
- La Nouvelle Méthode anti-âge, éditions Odile Jacob, avril 2008  (ISBN 978-2-7381-1917-9)
- Le Muscle, le sport et la longévité, éditions Odile Jacob, février 2011  (ISBN 978-2-7381-2538-5)
- Nous ne sommes plus faits pour vieillir, Grasset, mai 2012, réédition octobre 2013,  (ISBN 978-2-246-78426-5)
- Longue vie (pour une vie plus longue en bonne santé), Editions Télémaque, 2015,  (ISBN 978-2-7533-0272-3)
- Bien vieillir sans médicaments, Editions du Cherche Midi, 2018,  (ISBN 978-2-7491-4870-0)
- La médecine de la longévité : une révolution, Editions Trédaniel, octobre 2023,  (ISBN 978-2-8132-2995-3)
- Bien vieillir sans médicaments dès 40 ans, Editions du Cherche Midi, mai 2024,  (ISBN 978-2-7491-7957-5)

### Participation à des ouvrages collectifs
- L'Avenir heureux - Aidez vos parents à mieux vieillir, éditions Solar, 1992
- Guide encyclopédique de la forme et du bien-être, éditions du Seuil, janvier 1998
- Gérontologie préventive : éléments de prévention du vieillissement pathologique, coll. « Abrégé », sous la direction de Christophe Trivalle, 1re édition 2002, seconde édition 2009, éditions Masson, 2009  (ISBN 978-2-294-70122-1)
- Dictionnaire de la pensée médicale, le vieillissement, sous la direction de Dominique Lecourt, Presses universitaires de France, janvier 2004  (ISBN 2-13-051602-5)
- (it) Il Manifesto della longa vita, la revoluzione della medicina predittiva, Sperling et Kupfer, 2007.
- Pour démêler le vrai du faux, (Le vieillissement physiologique s’enclenche à partir de 20 ans, Boire un verre de vin par jour augmente la longévité), collection Le grand livre des idées reçues, Le cavalier bleu, septembre 2008  (ISBN 978-2-84670-226-3)
- Pour démêler le vrai du faux, (Plus on vieillit, plus on devient sourd ; Perdre la mémoire avec l’âge, c’est normal ; Dans cent ans, tout le monde sera centenaire), coll. « Le grand livre des idées reçues », Le cavalier bleu, septembre 2009  (ISBN 978-2-84670-279-9)
- Insolite et grandes énigmes, coll. « Le grand livre des idées reçues », Le cavalier bleu, mars 2010  (ISBN 978-2-84670-311-6)
- Psy, (Les personnes âgées sont souvent atteintes de dépression), sous la direction de Bernard Granger, coll. « Le grand livre des idées reçues », Le cavalier bleu, août 2010  (ISBN 978-2-84670-276-8)